# Ведраре
Ведра́ре (болг. Ведраре) — село в Пловдивській області Болгарії. Входить до складу общини Карлово.

## Населення
За даними перепису населення 2011 року у селі проживали 1106 осіб.
Національний склад населення села:
| Національність   | Кількість осіб | Відсоток |
| ---------------- | -------------- | -------- |
| болгари          | 692            | 78,6%    |
| цигани           | 153            | 17,4%    |
| турки            | 30             | 3,4%     |
| не визначились   | 4              | 0,5%     |
| Всього відповіли | 880            |          |

Розподіл населення за віком у 2011 році:
Динаміка населення: